# آلروسا-اویا
آلروسا-اویا (به انگلیسی: Alrosa-Avia) یک شرکت هواپیمایی است که در تاریخ ۱۹۹۲ میلادی تأسیس شده است. دفتر مرکزی آلروسا-اویا در ژوکوفسکی، روسیه واقع شده‌است و قطب این شرکت هواپیمایی در فرودگاه بین‌المللی ونوکووا قرار دارد.